# Tijdelijke halte: Post CS
Station Tijdelijk halte: Post CS was een kunstproject van de Nederlandse kunstenaar Maze de Boer, voorstellende een metrostation, gelegen onder het gebouw voormalige TPG Post gebouw dat nu Post CS heet. Er stopten hier geen metro's, maar die illusie werd wel gewekt, hoewel de informatieborden en de kaartautomaten niet werkten. Hierdoor hebben diverse reizigers een half uur tot een uur wachtend op het "station" doorgebracht. Het werk zorgde voor een betere bewustwording van de ruimte om ons heen, maar bij sommigen ook tot frustratie.

## Trivia
- De schroeven op de rails waren in werkelijkheid vastgelijmde bitterkoekjes.
- De secondewijzer van de klok tikte rondjes, maar de rest van de klok stond stil. Een paar monitoren bij de ingang gaven camerabeelden weer waarop rijdende treinen te zien waren.